# Abraham van den Kerckhoven
Abraham van den Kerckhoven (Mechelen?, 1618 - Brussel, begraven 9 januari 1702) was een organist en componist in de Spaanse Nederlanden. Hij stamde uit een familie van procureurs, notarissen en kunstenaars, waaronder tal van orgelspelers en zangers die in de hoofdstad aan de belangrijkste kerken en aan het hof verbonden waren. Hij werd eerst organist in de Brusselse Sint-Katharinakerk, een functie die hij tot aan zijn dood bleef waarnemen. In 1648 volgde hij Johann Kaspar Kerll op als "kamerorganist" van aartshertog Leopold Wilhelm van Oostenrijk, gouverneur van de Nederlanden.
Het was in zijn functie van hoforganist dat Abraham van den Kerckhoven in 1654, toen koningin Christina van Zweden de Antwerpse Sint-Pauluskerk bezocht, het nieuwe N. van Hagen-orgel demonstreerde. In zijn laatste levensjaren maakte Van den Kerckhoven nog de eerste Brusselse realisaties van orgelmaker Jean-Baptiste Forceville mee. Het oeuvre van Van den Kerckhoven is ons enkel overgeleverd in een handgeschreven organistenboek, gedateerd 1741 en gesigneerd door J.I.J. Cocquiel, een priester verbonden aan het kapittel van Zinnik (Soignies).